# Сендулень
Сендулень, Сендулені (рум. Sănduleni) — село у повіті Бакеу в Румунії. Входить до складу комуни Сендулень.
Село розташоване на відстані 228 км на північ від Бухареста, 20 км на південний захід від Бакеу, 102 км на південний захід від Ясс, 123 км на північний схід від Брашова.

## Населення
За даними перепису населення 2002 року у селі проживали 1698 осіб, усі — румуни. Усі жителі села рідною мовою назвали румунську.